# Álbum Cubano de lo Bueno y lo Bello
El Álbum Cubano lo Bueno y de lo Bello fue una revista quincenal de La Habana, Cuba cuyo primer ejemplar salió a la luz pública el 15 de febrero de 1860. Dejó de publicarse en agosto de 1860.

## Una revista que revolucionó en su efímera vida la lírica cubana
La dirección de esta empresa estuvo en manos de Gertrudis Gómez de Avellaneda, tras llegar junto a su esposo a tierras cubanas. En esta publicación se trataban temas como literatura, moral, bellas artes y modas. Se dedicaba especial atención a todo lo que tuviese vínculo con la lírica y la poesía en general: poesías, cuentos y crítica literaria encontraron espacio en el Álbum. Tuvo una vida efímera, pues dejó de editarse en agosto del mismo año de su creación. 

## Sus principales colaboradores
Este fugaz refugio literario dio acogida en su semestre de vida a los grandes autores líricos de la época: Luisa Pérez de Zambrana, Juan Clemente Zenea o Gabriel de la Concepción Valdés, entre otros.
- Datos: Q9098140